# NGC 4600
NGC 4600 (również PGC 42447 lub UGC 7832) – galaktyka soczewkowata (S0), znajdująca się w gwiazdozbiorze Panny. Odkrył ją William Herschel 30 kwietnia 1786 roku.